# Werribee
Werribee ist ein Stadtteil der Metropole Melbourne im Bundesstaat Victoria, Australien. Er liegt 32 km südwestlich des Zentrums am Princes Highway im Verwaltungsgebiet (LGA) City of Wyndham. Bei der letzten Volkszählung im Jahr 2016 hatte Werribee 40.345 Einwohner. Durch die Stadt fließt der gleichnamige Werribee River.

## Geschichte
Die Bezeichnung Werribee bedeutet in der Sprache der Aborigines so viel wie Rückgrat. Es wird vermutet, dass dieser Name auf die charakteristische Form des Flussverlaufs zurückzuführen ist. Der Werribee River stellte gleichzeitig eine natürliche Grenze zwischen zwei Stammesgebieten dar, das der Woiwurong im Nordosten und das der Wathaurong im Südwesten, wobei aber auch andere Gruppen die Gegend besucht haben. Einer davon war der Yawangi-Stamm, dessen letzter Überlebender „King“ Bill Leigh im Jahr 1912 in der Wooloomanata Station starb.
Die ersten europäischen Farmer ließen sich hier unter der Führung von John Batman und seiner Port Phillip Association nieder. Die erste Ansiedlung entstand in den frühen 1850er Jahren. Der Ort wurde Wyndham, heute der Name des hiesigen Verwaltungsgebiets, zu Ehren des schottischen Soldaten Sir Henry Wyndham, genannt. Das erste Postamt wurde am 12. Januar 1858 eröffnet. Seinen heutigen Namen erhielt die Stadt 1909.
Eine der bekanntesten Persönlichkeiten zu dieser Zeit war Thomas Chirnside, angezogen von der für die Landwirtschaft besonders gut geeigneten, weiten Ebene ließ er sich hier Ende der 1840er Jahre nieder und besaß, zusammen mit seinem Bruder Andrew, um 1863 bereits über 280 km² Land in der Gegend. Mitte der 1870er Jahre errichtete er eines der schönsten Kolonialhäuser Victorias, heute als Werribee Park Manison bekannt. Bis Mitte der 1880er Jahre konnten die beiden Brüder ihren Grundbesitz auf über 400 km² ausdehnen.
Die Stadt wuchs zu dieser Zeit stetig was auch der im Jahr 1857 neu angelegten Eisenbahnlinie von Melbourne nach Geelong zu verdanken war.
Während der Zeit des Ersten und Zweiten Weltkriegs wurde in und um Werribee viele militärische Einrichtungen installiert: der Luftwaffenstützpunkt der Royal Australian Air Force am Point Cook mit den beiden Flughäfen in Laverton und Avalon; Munitionsdepots und dazu temporäre Start- und Landebahnen. Während der zweiten Hälfte des 20. Jahrhunderts trug das Militärpersonal wesentlich zur kulturellen und wirtschaftlichen Entwicklung der Stadt bei. 1971 hatte Werribee 12.000 Einwohner.
Mit einer besseren Anbindung an das Zentrum Melbourne, zunächst mit der West Gate Bridge über den Yarra River im Jahr 1978 und mit dem Anschluss an das Eisenbahnnetz 1985 wuchs die Attraktivität weiter.

## Veranstaltungen
Das Melbourne 3 Day Event im Werribee Park National Equestrian Centre wird seit 1957 veranstaltet und ist das älteste Vielseitigkeitsturnier Australiens.

## Söhne und Töchter der Stadt
- Thomas Francis Little (1925–2008), Erzbischof von Melbourne
- Danny Tiatto (* 1973), australischer Fußballspieler
- Glenn Warfe (* 1984), Badmintonspieler